# Bagheria
Bagheria je italské město v oblasti Sicílie, v Metropolitním městě Palermo.
Město založil v 18. století šlechtický rod Branciforte. Nachází se na pobřeží moře 15 km od Palerma. Během 19. a 20. století navštívili město významní turisté, jako např. Goethe nebo Karl Friedrich Schinkel.

## Etymologie
Podle jedněch zdrojů pochází slovo Bagheria z fénického Bayharia – oblast, která sestupuje k moři, podle druhých z arabského Baab El Džerib – Brána větru.

## Vývoj počtu obyvatel
Počet obyvatel

## Osobnosti města
- Renato Guttuso (1911 – 1987), výtvarník, figurativista a programový realista
- Giuseppe Tornatore (* 1956), filmový režisér